# Nászer Hedzsázi
Nászer Hedzsázi (perzsául: ناصر حجازی; Piranshahr, 1949. december 11. – Teherán, 2011. május 23.) iráni válogatott labdarúgókapus és edző.

## Pályafutása

### Klubcsapatban
Piranshahrban született. 1964 és 1969 között a Náder FC csapatában játszott. 1969 és 1976 között a Tádzs játékosa volt, melynek tagjaként 1970-ben megnyerte az Ázsiai klub bajnokságot, 1971-ben és 1975-ben pedig bajnoki címet szerzett. 1976-tól 1979-ig a Sáhin Teherán együttesét erősítette. 1980 és 1986 között az Eszteglál kapusa volt. 1986 és 1987 között a bangladesi Mohammedan SC kapuját védte.

### A válogatottban
1968 és 1980 között 62 alkalommal szerepelt az iráni válogatottban. Tagja volt az 1972-es és az 1976-os Ázsia-kupán aranyérmet, valamint az 1980-as Ázsia-kupán bronzérmet szerző válogatott keretének. Részt vett az 1976. évi nyári olimpiai játékokon és az 1978-as világbajnokságon, ahol a Hollandia, a Skócia és a Peru elleni csoportmérkőzéseken kezdőként lépett pályára.

### Edzőként
1987 és 1991 között a dakkai Mohammedan SC csapatánál kezdte az edzősködést. 1988 és 1989 között az iráni Shahrdari Kermant edzette. 1989-ben rövid ideig a bangladesi válogatottat irányította szövetségi kapitányként. 1990 és 1992 között a Bank Tejarát, 1992 és 1993 között a Shahrdari Kerman vezetőedzője volt. Az 1994–95-ös idényben a Szepáhán csapatát edzette. Később dolgozott még a Masin Sázi (1995–96), az Eszteglál (1996–99), a Zob Ahan Iszfahán (1999–01), az Eszteglál Rast  (2001–02), a Masin Sázi (2003), az Eszteglál Avház (2003–04) és a Naszádzsi Mázandarán (2006–07) együttesénél. Utolsó csapata az Eszteglál volt 2007-ben.   

## Sikerei, díjai
Eszteglál FC
- Ázsiai Klub bajnokság (1): 1970
- Iráni bajnok (2): 1970–71, 1974–75

Irán
- Ázsia-kupa győztes (2): 1972, 1976
- Ázsia-kupa bronzérmes (1): 1980